# Ланчин
Ла́нчин — селище в Україні, на Прикарпатті, у Надвірнянському районі Івано-Франківської області. До 2024 року — селище міського типу.

## Розташування
Вгору за течією Прута лежить село Добротів, яке колись було найменшим у Речі Посполитій містом, вниз за течією — Саджавка. Трошки північніше від Добротова лежить Красна. На північ від Ланчина — є невеличке село Вишнівці, на південь — Чорний Потік.
На північно-західній околиці села річка Кобилиця впадає у Прут.
На схід від селища річка Слобожниця, що впадає в Прут, відділяє Ланчин від Саджавки.
Селище знаходиться за 41 км на південь від обласного центру – Івано-Франківська.

## Транспортні сполучення
Через селище проходить залізниця, яка сполучає Коломию і Яремче, а також автомобільна дорога з тим же сполученням. В центрі та на західній околиці селища є по одному малому автобусному вокзалу.

## Установи
В Ланчині діють два загальноосвітні заклади: ліцей I–III ступенів імені Юрія Шкрумеляка та гімназія I–II ступенів, музична школа, народний дім, є міська доросла й дитяча бібліотеки, міська лікарня і поліклініка, відділення поштового зв'язку. Лікарня має стаціонарний відділ на 55 ліжок, 5 служб, забезпечена транспортом. Селище частково газифіковане й має часткове вуличне освітлення.
Ланчин має свій футбольний клуб ФК «Ланчин», який виступає у районній лізі.

## Культура
Ланчинська міська бібліотека для дорослих, міська бібліотека для дітей, Народний дім, дитяча музична школа, футбольний стадіон місцевого клубу "ФК Ланчин".

## Релігія
На території селища зареєстровані дві церкви:
УГКЦ «Зіслання Святого Духа», отець Василь Ткачук.
ПЦУ «Чудо Архистратига Михаїла», отець Тарас Щербатюк.

## Населення

### Населення
| Рік  | Населення |
| ---- | --------- |
| 1880 | 2947      |
| 1959 | 5500      |
| 1970 | 5700      |
| 2001 | 8027      |
| 2015 | 8110      |
| 2022 | 7846      |

### Мова
Розподіл населення за рідною мовою за даними перепису 2001 року:
| Мова       | Кількість | Відсоток |
| ---------- | --------- | -------- |
| українська | 7986      | 99.49%   |
| російська  | 38        | 0.48%    |
| білоруська | 1         | 0.01%    |
| болгарська | 1         | 0.01%    |
| румунська  | 1         | 0.01%    |
| Усього     | 8027      | 100%     |

## Історія
Територія Ланчина заселена здавна, про що свідчать виявлена стоянка та знайдені крем’яні знаряддя праці доби пізнього палеоліту. 
 Галицьке князівство Друга половина XI-1199
 Галицько-Волинське князівство 1199-1392
 Королівство Польське 1392-1772
 Австрійська Імперія 1772-1918
 Західноукраїнська Народна Республіка 1918-1919
 Польська Республіка 1919-1939
 Третій Рейх 1941-1944
 Радянський Союз 1939-1941, 1944-1991

### Часи Русі
Населений пункт заснований у період Київської Русі. Від давньоруських часів жителі займалися солеварним промислом. За твердженням С. Пушика засновник першої галицької династії — князів Ростиславичів — Ростислав-Михайло Володимирович (1038—1067 рр.) був одружений з дочкою угорського короля Бели І, яка називалася Ілоною (Оленою), в тогочасних літописах її іменували Ланкою. На честь неї і було назване селище Ланчин. За іншими теоріями назва села походить від виразу «лан чий» або ж від пол. łączyć — «з'єднувати». Після захоплення Королівства Руського у Довгій війні польським королем Казимиром III. Ланчин приєднується до складу Польщі.

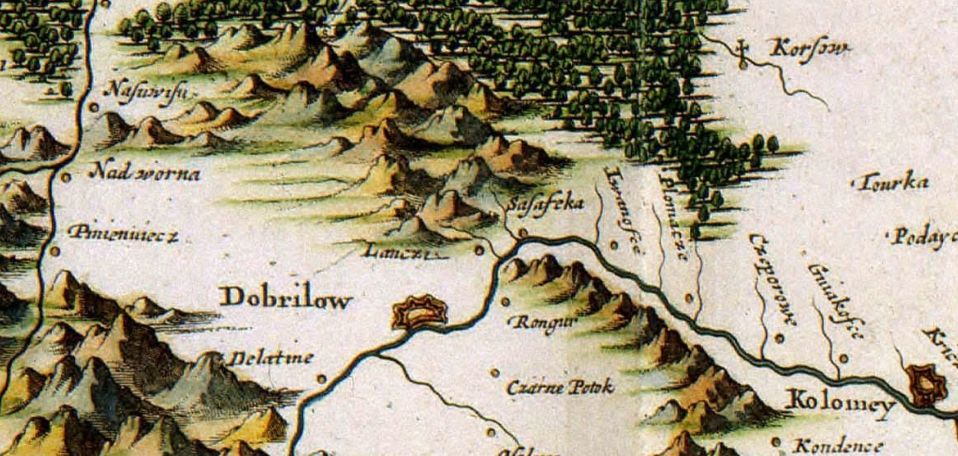
Ланчин на мапі Боплана, 1648

### Часи Королівства Польського
Згадується 16 жовтня 1475 року в книгах галицького суду. У податковому реєстрі 1515 року документується 2 лани (близько 50 га) оброблюваної землі.
Жителі брали участь у повстанні під проводом Мухи 1480–92 та визвольної війни під проводом Богдана Хмельницького. Жителі селища були жертвами регулярних набігів кримських татар. У околицях Ланчина у 1-й половині 1740-х років діяли опришківські загони Олекси Довбуша.
Ланчин був частиною Королівства Польського до Першого поділу Речі Посполитої, коли його анексувала Австрія. 

### Часи панування Габсбургів

Ланчинська солеварня, 1903

1791 відкрито школу. У XIX столітті — село державної власності (в поодиноких джерелах XIX ст. згадується як містечко) Надвірнянського повіту Королівства Галичини.
В середині ХІХ ст. на території Ланчина було збудовано сільзавод, який працював до другої світової війни. У 1939 році Ланчинське родовище було найпотужнішим на Гуцульщині (тут видобували 7200 т кухонної солі).
Під час візиту Галичини і Буковини у 1851 р. Цісар Франц Йосиф I відвідав як Ланчин, в якому його радісно привітали місцеві жителі, так й сусідні села. В середині 19 століття в Ланчині був відкритий перший поштовий уряд. Пов’язане це було з тим, що через Ланчин проходили поштові шляхи зі Львова до Чернівців.
 Станом на 1880 р. мало 2947 мешканців, греко-католицьку парафію, поштовий уряд, однокласову державну сільську школу. Мало власну символіку — печатку з зображенням коси й серпа, відбитки якої збереглися в колекції документів львівського краєзнавця А. Шнайдера.

Території Австро-Угорщини окуповані Російською Імперією

1904 В. Мицко організував тут осередок «Просвіти». У тому ж році було збудоване нове приміщення школи, яке збереглося донині та використовується як будинок Селищної Ради.
Під час 1-ї світової війни поблизу Ланчина відбувалися запеклі бої, під час яких ланчинська церква згоріла. Деякий час він був окупованим Російською імперією. До 1918 року він був частиною Королівства Галичини та Володимирії в Австро-Угорщині.

### Польська Республіка і 2. світова війна

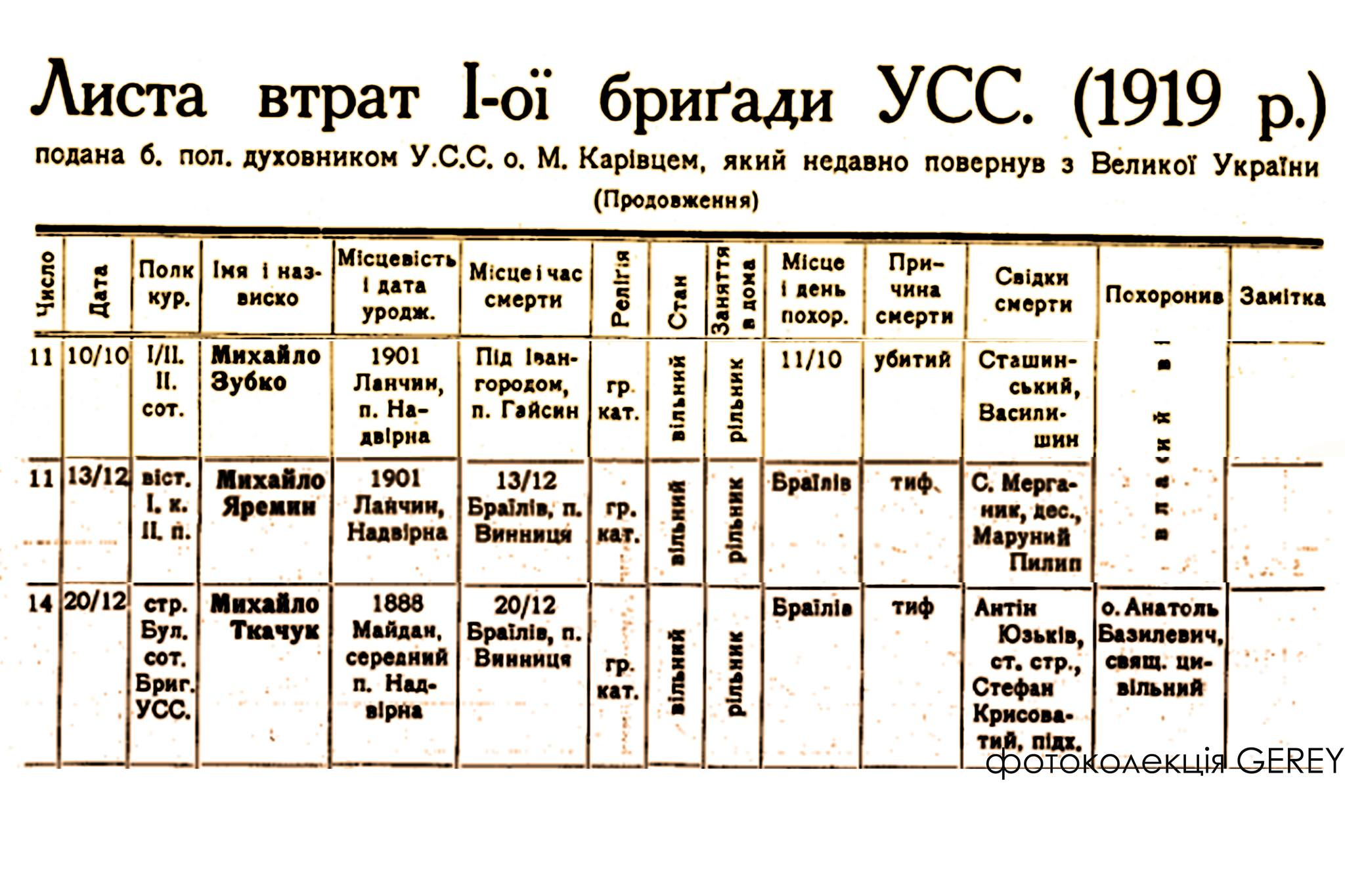
Листа втрат 1-ї бригади УСС

Після закінчення Першої світової війни на теренах Галичини одразу спалахнула Польсько-українська війна, декілька чоловіків приєдналися до загонів армії ЗУНР, Січові Стрільці з Ланчина понесли втрати в 1-ій бригаді УСС. Ланчин був спочатку у складі ЗУНР, згодом став частиною Польщі, в межах якої адміністративно перебував у Надвірнянському повіті Станіславівського воєводства.

Доброволець СС Галичини, Ланчин

Після німецько-радянського вторгнення до Польщі у вересні 1939 року Ланчин був спочатку окупований Радянським Союзом. У 1940 році став селищем міського типу. З 1941 по 1944 роки селище було окуповано нацистською Німеччиною і входило до складу дистрикту Галичина. Під час німецької окупації кілька добровольців пішли у 14-ту гренадерську дивізію Ваффен СС «Галичина». В околицях Ланчина діяли загони УПА і червоні партизани. У боях за визволення Ланчина загинуло 120 радянських бійців, зокрема й Герой Радянського Союзу М. Лучок. У 1944 році він був знову окупований Радянським Союзом і зрештою був анексований в 1945 році. 

### Радянський Союз —  наш час
У 1945–1947 роках вигнані поляки з Ланчина оселилися в селах Блажеюв і Ольшини.

Володимир Зеленський, Ланчин

У 1940—1962 рр. Ланчин був районним центром, Ланчинський район був також одним із районних проводів Станиславівської округи ОУН (№ 22) і мав номер 10 у її структурі. Район підпорядковувався Надвірнянському надрайонному проводу, який мав номер III. 2. квітня 1946 року з боку НКВС було проведено напад на ліси біля Ланчинського рай. центру. У бою загинули й були поранені кілька радянських силовиків. Далі селище відійшло до Надвірнянського району. Газифікація Ланчина триває з 2006 року.
В 2020 році повень зруйнувала частину дороги Т 0905 Делятин – Раківчик, яка проходить через селище. Унаслідок стихії на території Ланчинської селищної ради було підтоплено понад 200 житлових будинків і 30 гектарів сільгоспугідь, 33 сім’ї були відселені з будинків, три житлові будинки були повністю зруйновані водою. З державного бюджету постраждалим було виплачено 3,95 млн грн компенсацій збитків. Долучилося й багато благодійних організацій, які допомагали з водою, продуктами та необхідними речами. Селище відвідав президент України Володимир Зеленський.

## Галерея

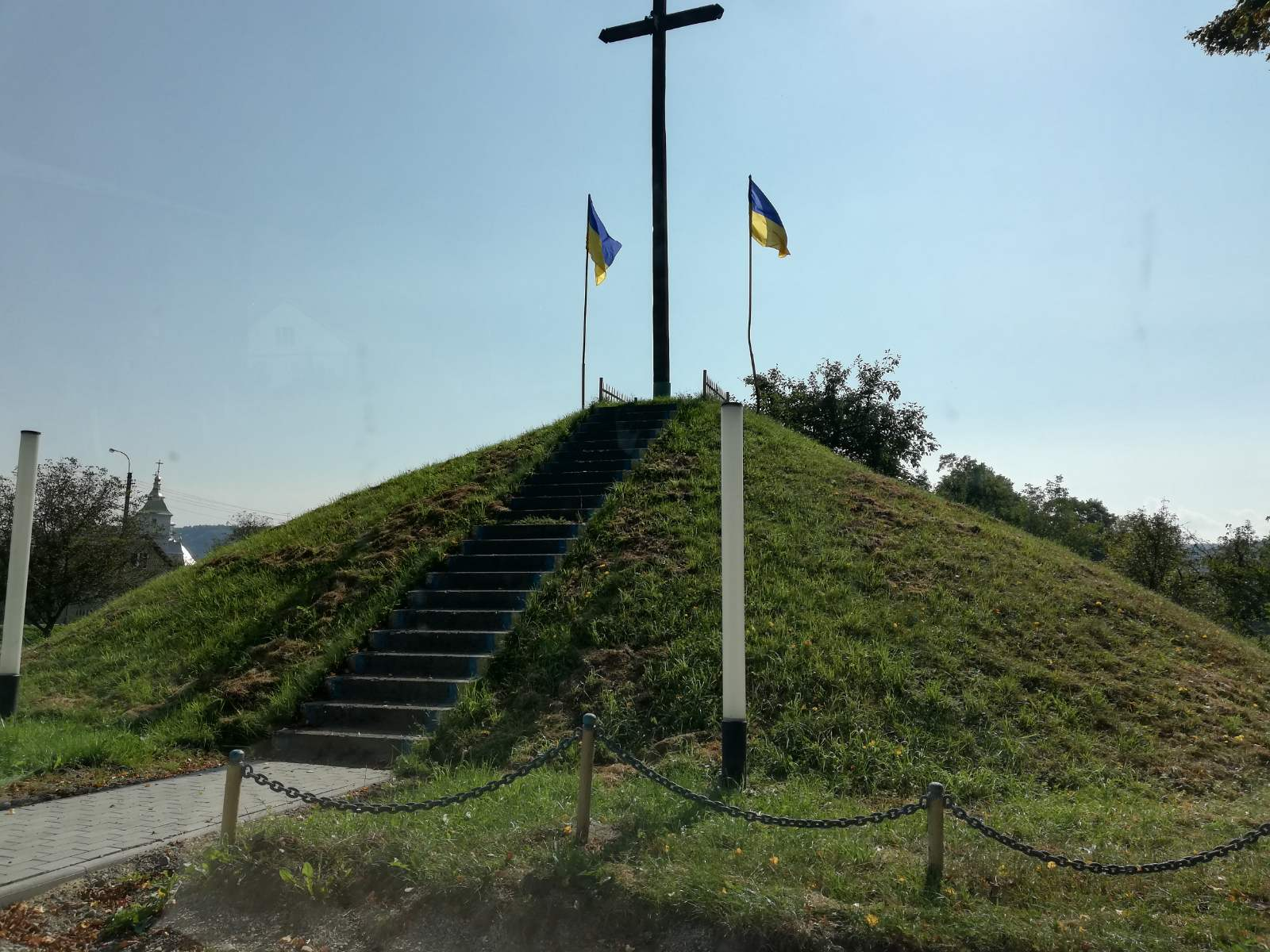
Братська могила жертв тоталітарного режиму
Водоспад Крутіж
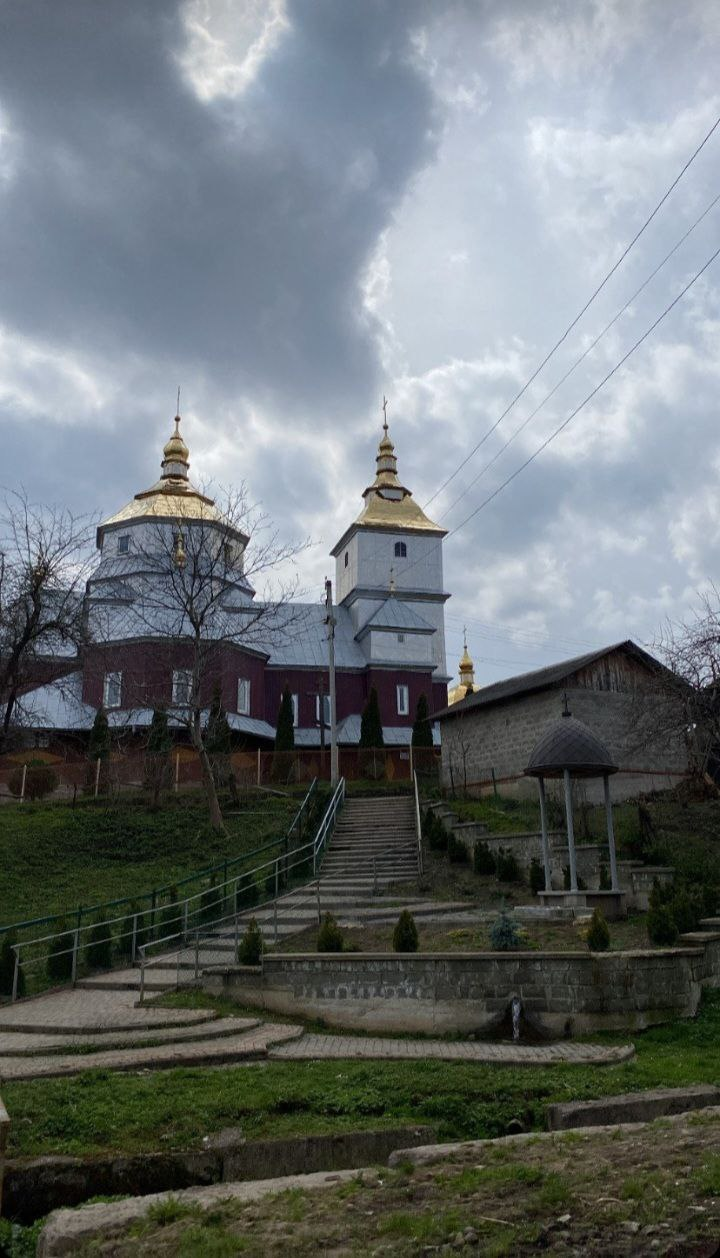
Церква Архістратига Михаїла
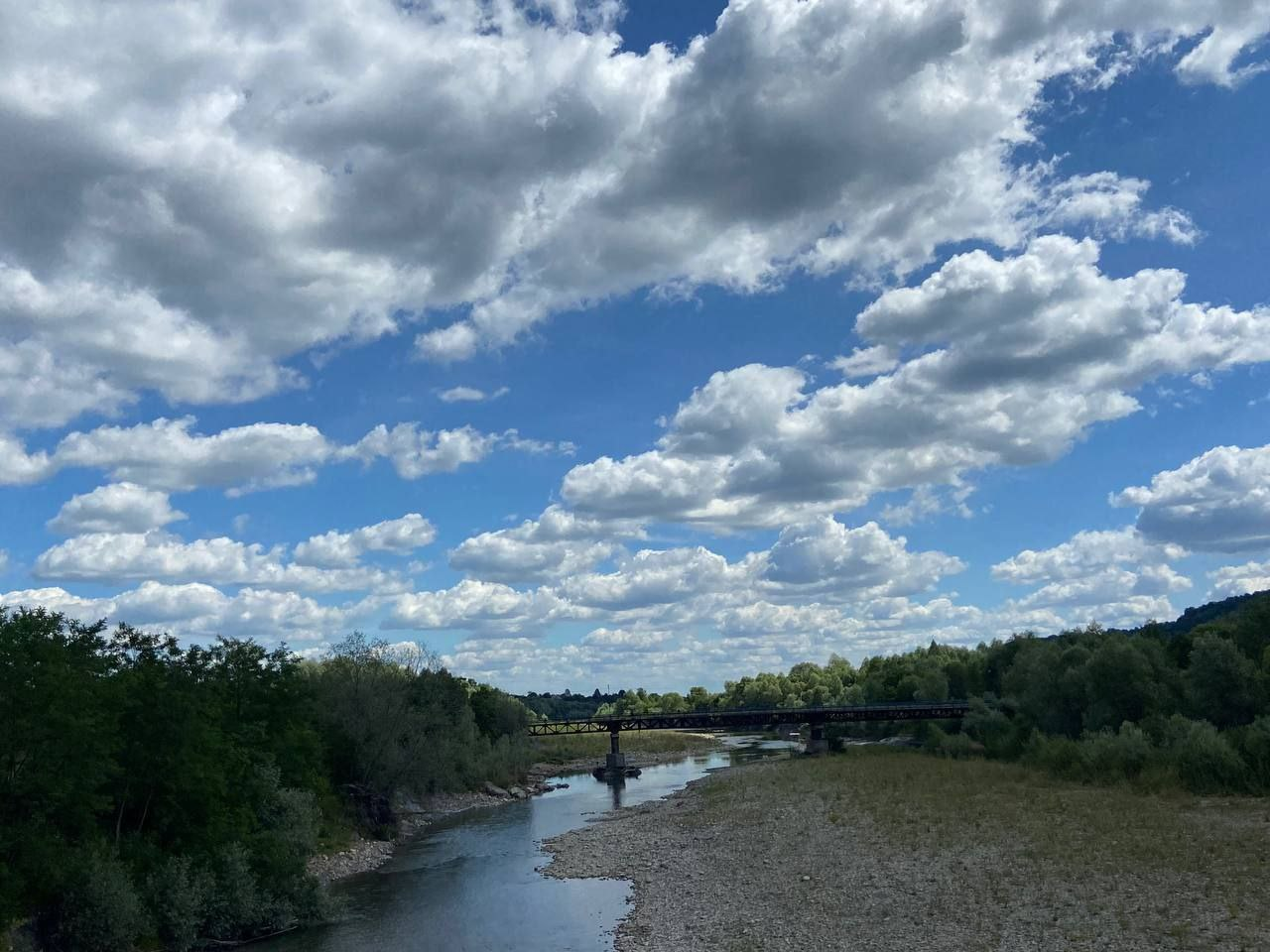
Річка Прут
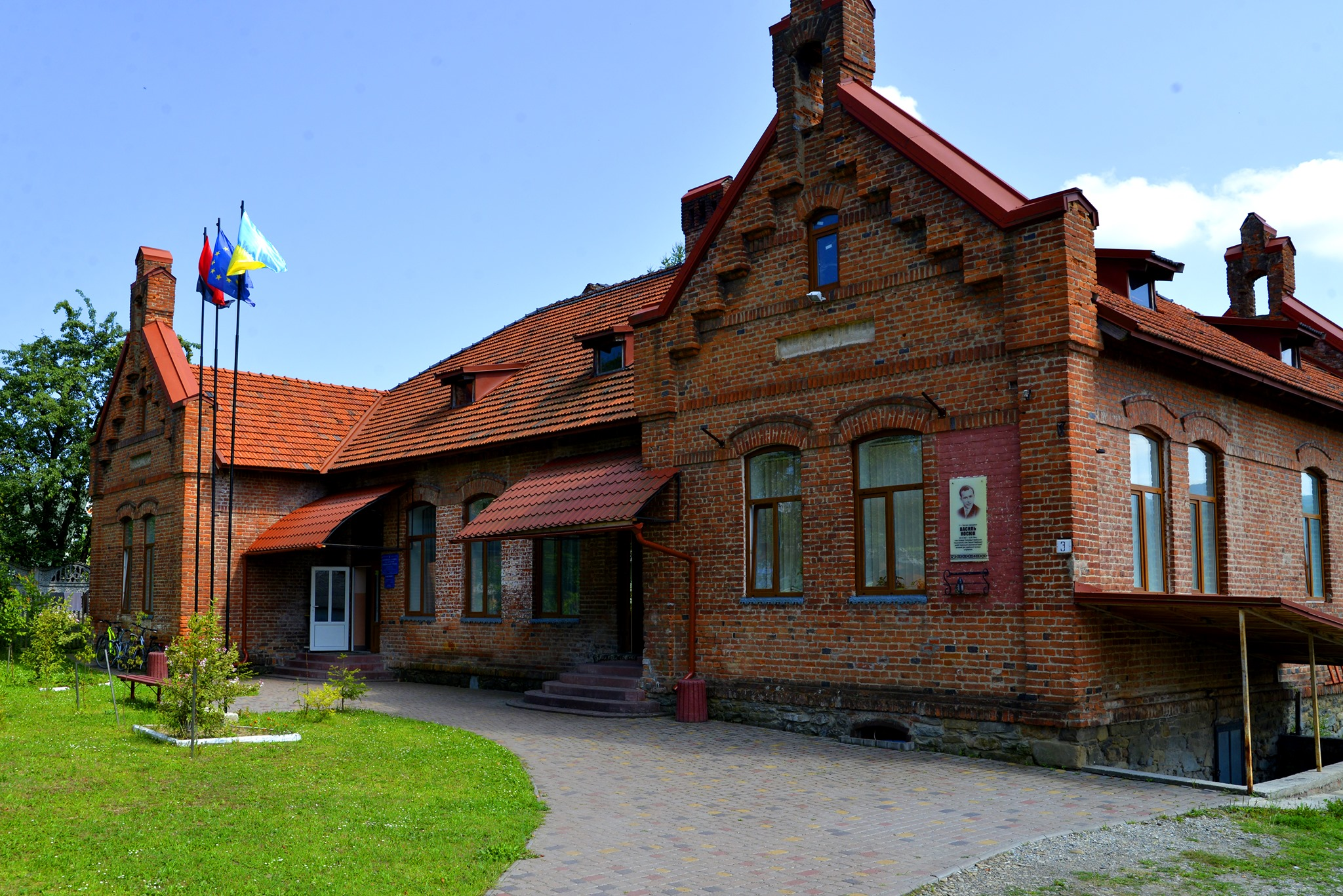
Ланчинська  селищна рада
Ланчинський вокзал в 1-ій половині ХХ-го сторіччя
Церква Зіслання Святого Духа

## Відомі особи

### В Ланчині народилися
- Михайло Левицький (16 серпня 1774  — 14 січня 1858 р., Унів)  — єпископ Української греко-католицької церкви, Митрополит Галицький та Архієпископ Львівський.
- Юрій Шкрумеляк (18.04.1895 — 16.10.1965 р., Коломия) — український журналіст, поет і дитячий письменник, перекладач, січовий стрілець.
- Станіслав Кшишталовський (1903 — 1990) — відомий польський маляр.
- Іван Яремин (8 квітня 1910 —  13 травня 2007 р., Пасленк) — український отець митрат Української греко-католицької церкви та громадський діяч.
- Збіґнєв Горбовий (28 жовтня 1935 — 17 червня 2019 р., Поляниця-Здруй) — польський скловар.
- Василь Андрушко (нар. 22 березня 1953) — український маляр, скульптор, поет.
- Василь Шеремет — Герой України, захисник Майдану.
- Голіней Роман Юрійович (нар. 1974) — український поет.
- Оленюк Ярема Васильович (1940) — заслужений художник України.
- Марія Яновська (09.02.1959) — поетеса.
- Ольга Марусин (1986) — мисткиня, перформерка[13].
- Роман Кузьмин (1986 — 3.7.2022 р., Луганська область) — депутат селищної ради, ветеран АТО, старший солдат ДШВ, загинув під час виконання бойових завдань.[14]
- Юрій Мацюк (12 квітня 1997 — 3 серпня 2024 р., Тихе) — молодший сержант, поліг під час виконання бойового завдання.[15]

### Померли
- 1944 року в Ланчині мадярами повішений Богдан Войтків — заступник окружного провідника ОУН(м) Коломийщини.
- В Ланчині помер 1924 року Петро Петрушевич — лікар, брат Євгена Петрушевича та троюрідний брат Євгена Коновальця.[16]
- В 1944 році Михайло Лучок помер в околицях Ланчина на мінному полі — герой Радянського Союзу.

## Природа
На річці Прут розташований водоспад Крутіж (3 м). На південь від селища, по іншу сторону Пруту, починаються Карпатські хребти та ліси.
У селищі Ланчин концентрація аміаку, заліза і нітритів у воді з криниць перевищує норми. Попередні лабораторні дослідження обстежених 44 криниць виявили у воді вміст заліза у 1,5-2 рази більший від допустимих концентрацій, а також нітратів і нітритів у 2-3 рази.
На північ від селища розташований невеликий ліс, навколо ж нього розкинулись великі чагарники і поля.